# Retoc fotogràfic
El retoc fotogràfic és un procés per a transformar una fotografia en una imatge desitjada. Diverses aplicacions dinformàtiquese programari que van des d'aplicacions professionals fins a programari bàsic per a l'usuari ocasional.

## Història

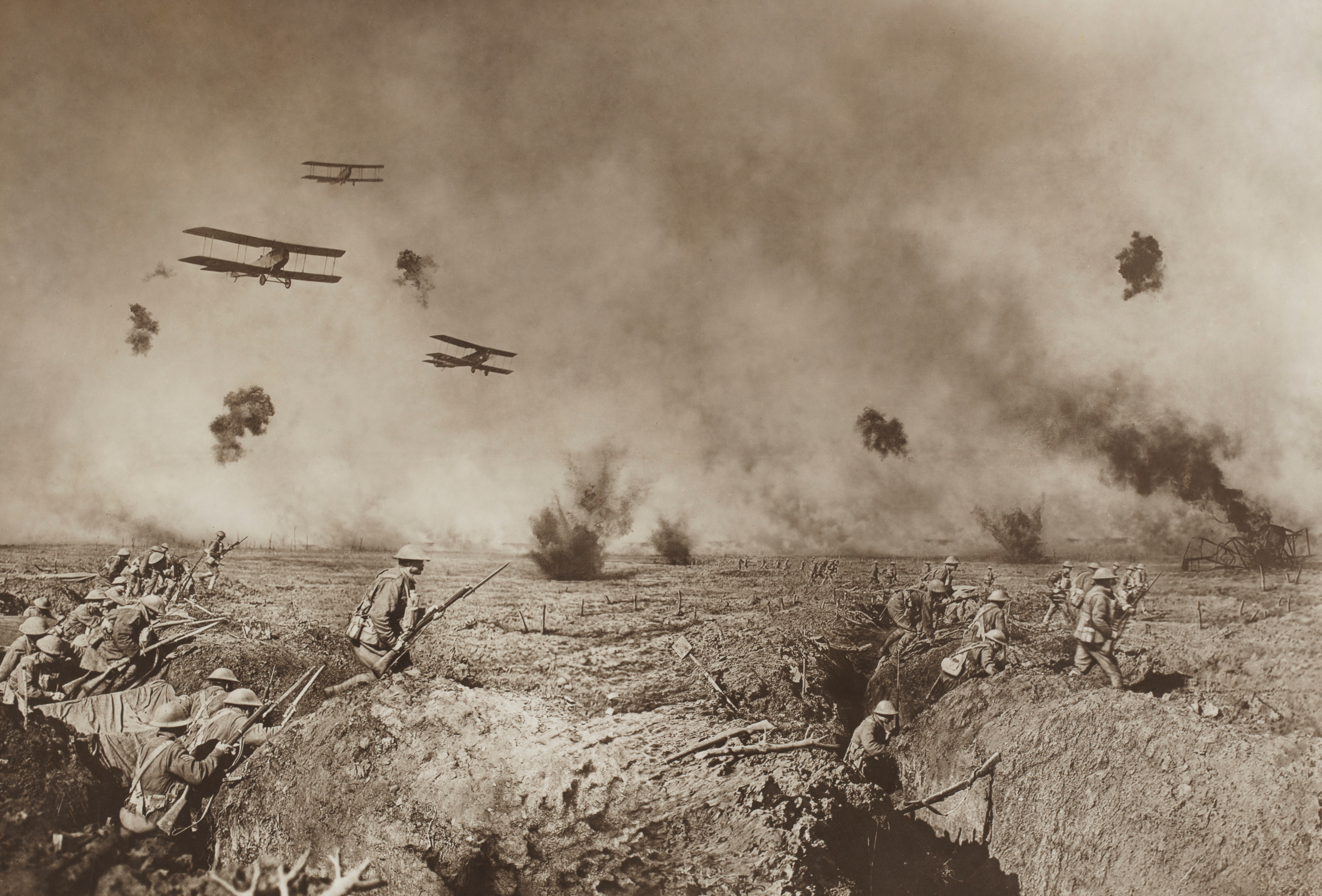
Fotomuntatge representant una batalla de la Primera Guerra Mundial incloent detalls combinant diverses fotografies.

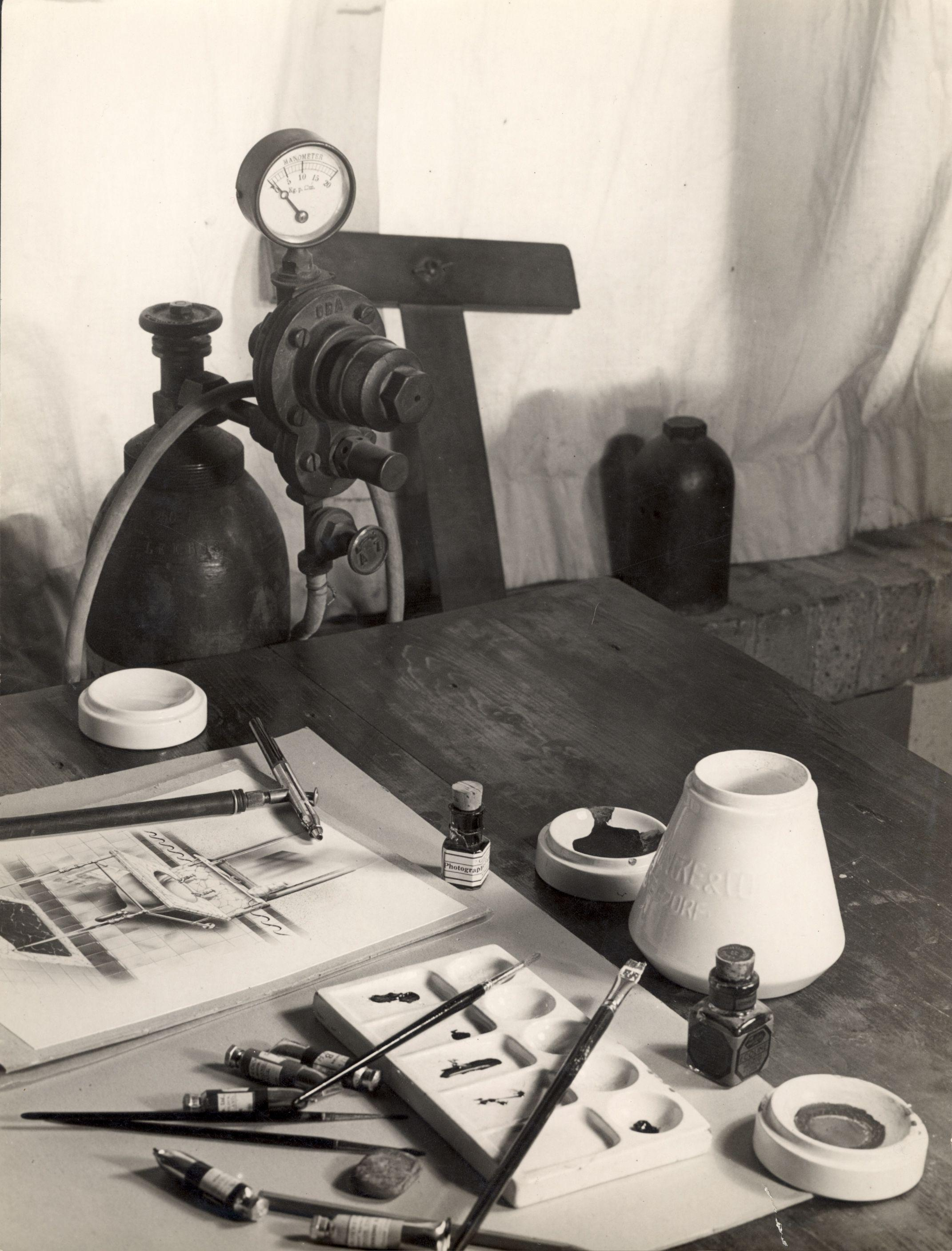
Eines de retoc de l'era pre-digital: Guaix, barres de carbó i un aerògraf

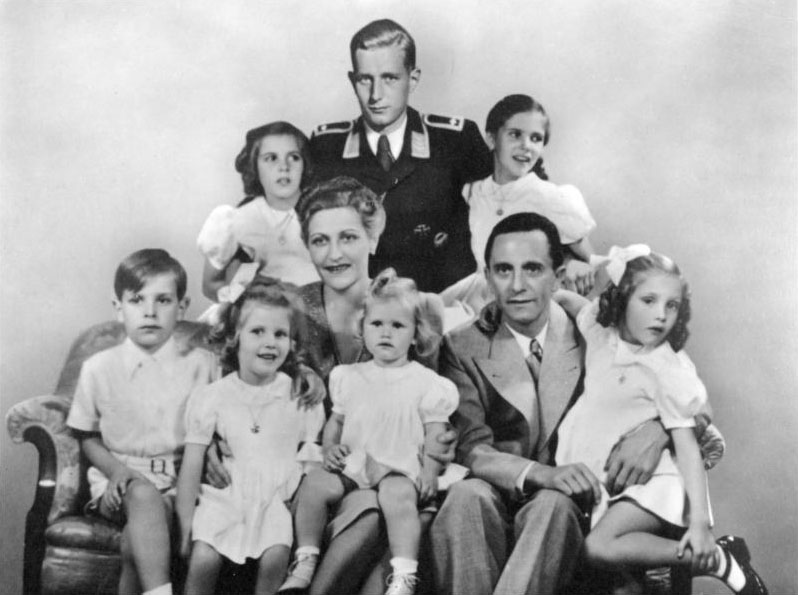
Retrat familiar de Joseph Goebbels en què es va inserir el rostre de l'uniformat Harald, que era en realitat lluny per deures militars

El retoc fotogràfic és tan antic com la mateixa fotografia, i la seva història pot ser vista com a part de la història del retoc d'imatges en general, que es troba ja a l'antic Egipte. Així Kanawati dona exemples en què s'han eliminat les imatges per sancionar les persones.
Abans de les computadores, el retoc fotogràfic es feia mitjançant el retoc amb tinta, pintura, doble exposició, reconstruint fotos o negatius junts a la cambra fosca, o gratar polaroids. També s'han usat aerògrafs, d'aquí el terme "aerografia" per a referir-se al retoc. de vegades es consideren les manipulacions cambra fosca com a art tradicional en lloc d'habilitat de treball relacionats. En els primers temps de la fotografia, l'ús de la tecnologia no estava tan avançada i eficient com ho és ara. Els resultats són similars al retoc digital, però són més difícils de crear.
Un exemple primerenc de retoc va ser en la dècada de 1860, quan una foto d'Abraham Lincoln fou alterada mitjançant el cos d'un retrat de John C. Calhoun i el cap de Lincoln a partir d'un famós retrat assegut de Mathew Brady - el mateix retrat que va ser el base per al projecte de llei original del bitllet de cinc dòlars.

## Assumptes polítics i ètics
Contràriament a la idea que una foto té una versemblança inherent. El retoc fotogràfic s'ha fet servir sovint per a enganyar o persuadir els espectadors, o per millorar la narració i l'autoexpressió. Sovint, fins i tot canvis subtils i discrets poden tenir un profund impacte en la forma en què s'interpreta o jutja una fotografia. Ja en la guerra civil americana, les fotografies van ser publicats com gravats basats en més d'un negatiu.
Joseph Stalin va fer ús de retoc fotogràfic amb finalitats propagandístiques. El 5 maig 1920 seu predecessor Vladimir Lenin va sostenir un discurs a les tropes soviètiques que Lev Trotski va assistir. En un conegut cas de la retoc d'imatges damnatio memoriae, del líder del NKVD Nikolai Iejov, després de la seva execució en 1940, es va retirar d'una foto de premsa oficial on apareix amb Stalin.
Algunes teories ètiques s'han aplicat al retoc d'imatges. Durant un panell sobre el tema de l'ètica en el retoc d'imatges Aude Oliva teoritzà que són necessaris canvis categòrics perquè una imatge editada sigui percebuda com una manipulació. A l'obra Image Act Theory, Carson Reynolds va estendre la teoria de l'acte de parla aplicant-lo a l'edició de fotos i manipulació d'imatges. A How to Do Things with Pictures, William Mitchell detalla la llarga història del retoc fotogràfic i la discuteix críticament.

### Ús periodístic
Un cas notable de retoc fotogràfic polèmic va ser una portada de 1982 del National Geographic en què els editors bellugaren fotogràficament dues piràmides egípcies per a ajuntar-les perquè cabessin a la coberta vertical. Aquest cas va provocar un debat sobre la conveniència del retoc fotogràfic en el periodisme; l'argument en contra de l'edició era que la revista representava una cosa que no existia, presentant-lo com un fet. Hi va haver diversos casos des del cas de National Geographic de retoc fotogràfic qüestionable, incloent l'edició d'una foto de Cher a la portada de Redbook per canviar el seu somriure i el seu vestit. Un altre exemple es va produir a principis de 2005, quan l'alliberament de Martha Stewart de la presó es va aparèixer a la portada de la revista Newsweek; el seu rostre va ser col·locat en el cos d'una dona prima per suggerir que havia perdut pes mentre estava a la presó.
Un altre famós cas controvèrtit sobre el retoc fotogràfic, aquesta vegada en relació amb la raça, va sorgir en l'estiu de 1994. Després que O. J. Simpson va ser arrestat per presumptament assassinar la seva dona i la seva amiga, múltiples publicacions portades a la seva fitxa policial. Cal destacar que Time va publicar una edició amb una fitxa policial alterada acreditada a Matt Mahurin, l'eliminació de la saturació de la fotografia en color (el que, potser sense adonar-se'n, més fosc de la pell de Simpson), la crema de les vores, i la reducció de la mida del número d'identificació del presoner. Aquest va aparèixer als quioscos al costat d'una imatge alterada per la revista Newsweek.

El retoc fotogràfic altera el contingut de les imatges d'una manera tortuosa. Es fa difícil per al públic per diferenciar entre una imatge manipulada i la realitat. Però la popularitat del retoc fotogràfic ha demostrat ser contradictori. Mentre que alguns el lloen per la seva capacitat per permetre als subjectes vegin el millor possible d'una fotografia, altres ho veuen com un vehicle per alimentar el desig de la cultura de la perfecció final. Imatges manipulades són creats per enganyar les audiències i formar la seva comprensió de com els mitjans de comunicació presenta tot amb perfecció. El lector comença a qüestionar l'ètica de la publicació que es tradueix en un debat. Les imatges fotogràfiques van ser considerades com una font fiable i com un mitjà per a presentar la veritat als mitjans de comunicació.
Hi ha un creixent cos d'escrits dedicats a l'ús ètic de l'edició digital en el fotoperiodisme. Als Estats Units, per exemple, National Press Photographers Association (NPPA) han establert un codi ètic per a promoure l'exactitud de les imatges publicades, que aconsella que els fotògrafs "no manipulen imatges […] podent induir a error als espectadors o tergiversar els subjectes." Les infraccions del codi ètic es prenen molt seriosament, especialment en relació amb l'alteració digital de fotografies publicades, com ho demostra un cas en què el fotògraf nominat al premi Pulitzer Allan Detrich va renunciar al seu càrrec després de la revelació que diverses de les seves fotografies havien estat manipulades.

### Ús en la fotografia glamour
Sovint s'ha acusat a la indústria del retoc fotogràfic de promoure o incitar a una imatge distorsionada i poc realista de si mateixa; específicament en persones joves. El món de la fotografia glamour és una indústria especialitzada molt involucrada amb l'ús del retoc fotogràfic (un element òbviament relatiu, ja que moltes persones admiren a celebritats a la recerca d'encarnar la "figura ideal"). Es pot utilitzar el retoc d'una foto per alterar l'aparença d'un model per tal de canviar característiques com la complexió de la pell, el color de cabell, la forma del cos, i altres característiques. Moltes de les alteracions en la pell impliquen l'eliminació de taques mitjançant l'ús de l'eina de “curació” de Photoshop. Els editors de fotos també poden alterar el color de cabell per treure arrels o afegir brillantor. A més, les dents i els ulls del model es poden emblanquir més del que en realitat són. Fins i tot també es pot afegir maquillatge i/o pírcings en imatges per tal de semblar que el model els lluïa quan es va fer la foto. Mitjançant l'edició de fotos es pot canviat dràsticament l'aspecte d'un model per tal d'emmascarar les “imperfeccions”.

### Celebritats contra el retoc fotogràfic
El retoc fotogràfic ha provocat respostes negatives tant d'espectadors com de celebritats. Això ha dut que els famosos es neguin a deixar que les seves fotos retocades en suport de l'American Medical Association que ha decidit "posicionar-se en contra del rampant retoc fotogràfic, declarant la pràctica perjudicial per a la seva salut.” Això inclou Keira Knightley, Brad Pitt, Andy Roddick i Jessica Simpson.
Brad Pitt va tenir un fotògraf, Chuck Close, que li feu fotos emfasitzant tots els seus defectes. Chuck Close és conegut per les seves fotografies que posen l'accent en els defectes de la pell d'un individu. Pitt ho va fer en un esforç per parlar en contra dels mitjans de comunicació que usaven el photoshop manipulant fotos de les celebritats en un intent d'ocultar-ne els defectes. A més, Kate Winslet es va pronunciar en contra del retoc fotogràfic als mitjans de comunicació després que la revista GQ el seu cos, donant-li una primesa poc natural.
L'abril de 2010, Britney Spears va accedir a publicar les "imatges sense retocar de si mateixa al costat de les alterades digitalment". El motiu fonamental al darrere d'aquesta qüestió era "posar en relleu la pressió exercida sobre les dones a semblar perfectes".
A més, una Cate Blanchett als 42 anys també va aparèixer a la portada del número de març/abril de 2012 d’Intelligent Life’s, sense maquillatge ni retoc digital per primer cop.

### Companyies contra el retoc fotogràfic
Diverses empreses han començat a prendre la iniciativa per parlar en contra de la utilització del retoc fotogràfic quan la publicitat dels seus productes. Dues empreses que ho han fet són Dove i Aerie (American Eagle Outfitters). Dove va crear Dove Campaign for Real Beauty (en català, campanya Dove per a la bellesa real) com una manera de tractar d'ajudar a construir la confiança en dona jove. Ells volen posar l'accent en el que es coneix com a veritable bellesa, o fotografies verges, en els mitjans de comunicació ara. A més, Aerie ha començat la seva campanya #AerieREAL. Tenen una línia de roba interior que va per aquest nom amb la intenció que sigui per a tothom. A més, els anuncis afirmen que el model no ha estat retocat de cap manera. També afegeixen en els seus anuncis que “The real you is sexy” (el teu jo real és sexy).
A més, l'American Medical Association ha pres una posició en contra de la utilització de retoc fotogràfic. Dr. McAneny declarà que l'alteració dels models a aquests extrems crea expectatives poc realistes en els nens i adolescents pel que fa a la imatge corporal. També digué que s'ha de deixar d'alterar els models perquè no estiguin exposats als tipus de cos que només es poden aconseguir mitjançant l'ús de l'edició de les fotos. Les associacions mèdiques americanes en el seu conjunt va adoptar una política per treballar amb els anunciants per a l'establiment de directrius per als anuncis per tractar de limitar la quantitat de retoc fotogràfic usat. L'objectiu d'aquesta política és la de limitar la quantitat d'expectatives poc realistes de la imatge corporal per a la publicitat.

### Governs contra l'excessiva manipulació fotogràfica
Alguns governs estan pressionant als anunciants començant a prohibir fotos massa retocades i editades. Al Regne Unit, l'Advertising Standards Authority ha prohibit per enganyosa la publicitat de Lancôme amb Julia Roberts, indicant que la pell sense defectes que es veia a la foto era massa bona per ser real. Els Estats Units també s'està movent en la direcció de la prohibició de l'excessiu retoc fotogràfic quan fou prohibit l'anunci d'un model de CoverGirl perquè tenia efectes exagerats, el que porta a una representació errònia del producte.

### Suport al retoc fotogràfic als mitjans
Alguns editors de revistes no consideren un problema el retoc dels models de portada. En una entrevista amb el director de la revista francesa Marie Claire, declarà que els seus lectors no són idiotes i que es pot dir quan una model ha estat retocada. A més, alguns dels que donen suport al retoc de fotos als mitjans constaten que les fotografies alterades no són el problema, sinó que és que les expectatives que els espectadors de no assolir l'estàndard de bellesa com el de la celebritat de la portada de la seva revista favorita.

### Enquestes sobre el retoc fotogràfic
S'han fet enquestes per veure com afecta el retoc fotogràfic a la societat. Una enquesta duta a terme per New Look, una botiga de moda al Regne Unit, revelà que el 90% dels enquestats preferiria veure a una major varietat de formes del cos en els mitjans de comunicació. Això implicaria que vulguin veure els models de portada que no fossin totes primes, però algunes d'elles amb més corbes que altres. L'enquesta també tractà sobre com els lectors veuen l'ús de la retoc fotogràfic. Un estadístic va indicar que el 15% dels lectors creia que les imatges de la portada són representacions exactes del model a la realitat. A més, van trobar que el 33% de les dones enquestades intenta tenir un cos que és impossible que puguin assolir.
Dove també va fer una enquesta per veure com afectava el retoc fotogràfic l'autoestima de les dones. En fer això, es van trobar que el 80% de les dones enquestades se sentien insegures en veure fotos de celebritats als mitjans de comunicació. De les dones enquestades que tenien baixa autoestima, el 71% d'elles no creien que la seva aparença fos molt o bastant elegant en comparació amb els models de la portada.

## Tipus de manipulació digital de fotos
En l'edició digital, les fotografies es prenen generalment amb una càmera digital i l'entrada directament en un ordinador. Diapositives, negatius o fotografies impreses es poden digitalitzar mitjançant un escàner, o es poden obtenir imatges a partir de la fotografies d'estoc. Amb l'arribada de les computadores, tauletes gràfiques i càmeres digitals, l'edició d'imatges abasta tot el que es pot fer amb una foto, ja sigui en una cambra fosca o en un equip. Sovint el retoc fotogràfic és molt més explícit que alteracions subtils en el balanç de blancs o contrast i pot implicar la superposició d'un cap en un cos diferent o canviar el text d'un senyal, per exemple. Es poden fer servir programes d'edició d'imatge per aplicar efectes i deformar una imatge fins a aconseguir el resultat desitjat. La imatge resultant pot tenir poca o cap semblança amb la foto (o fotos en el cas de la composició) de la qual es va originar. El retoc fotogràfic és àmpliament acceptat com una forma d'art.
Hi ha diversos tipus retoc digital d'imatge:
Retoc tècnicManipulació per a la restauració de fotos (p. ex.: Ajust de colors o balanç del contrast), la nitidesa, el soroll, l'eliminació d'elements o defectes visibles a la pell o el material...)
Retoc creatiuS'utilitza com una forma d'art o per a ús comercial per crear imatges més elegants i interessants per als anuncis. El retoc creatiu podria ser el retoc de la moda, la bellesa o la fotografia publicitària com paquets-tirs (que també podria considerar-se retoc inherentment tècnica pel que fa al paquet dimensions i envoltant factors). Una de les disciplines més destacades de retoc creatiu és la composició d'imatge mitjançant el qual l'artista digital utilitza diverses fotografies per crear una sola imatge. Avui en dia, els gràfics 3D per ordinador en s'utilitzen cada cop més per afegir elements addicionals o fins i tot llocs i orígens. Aquest tipus de composició d'imatge és molt usada quan la fotografia convencional seria tècnicament molt difícil o impossible de rodar en exteriors o en l'estudi.

## Photoshopping
Photoshopping és un neologisme per a l'edició digital de fotos. El terme s'origina en Adobe Photoshop, l'editor d'imatges més utilitzat per professionals per a aquest propòsit; no obstant això, qualsevol programa d'edició d'imatges es podria utilitzar, com Paint Shop Pro, Corel Photopaint, Pixelmator, Paint.NET, or GIMP. Adobe Systems, l'editor d'Adobe Photoshop, desanima l'ús del terme "photoshop" com a verb causa de la preocupació que pot ser genèrica, el que soscava la marca registrada de l'empresa.
Tot i això, el terme photoshop és àmpliament utilitzat com a verb, tant col·loquialment com acadèmicament, per referir-se al retoc, composició, i el balanç de blancs es du a terme en el curs de disseny gràfic i l'edició d'imatges.
En la cultura popular el terme photoshopping s'associa a vegades amb muntatges en forma d'acudits visuals, com les publicades en Fark i a Mad (revista satírica). Les imatges poden ser propagades com un mem a través del correu electrònic com a humor o passen com notícies reals en una forma d'engany. Un exemple d'aquesta última categoria és "Helicopter Shark", que va ser àmpliament distribuïda com a "National Geographic Photo of the Year" i més tard es va revelar ser un hoax.

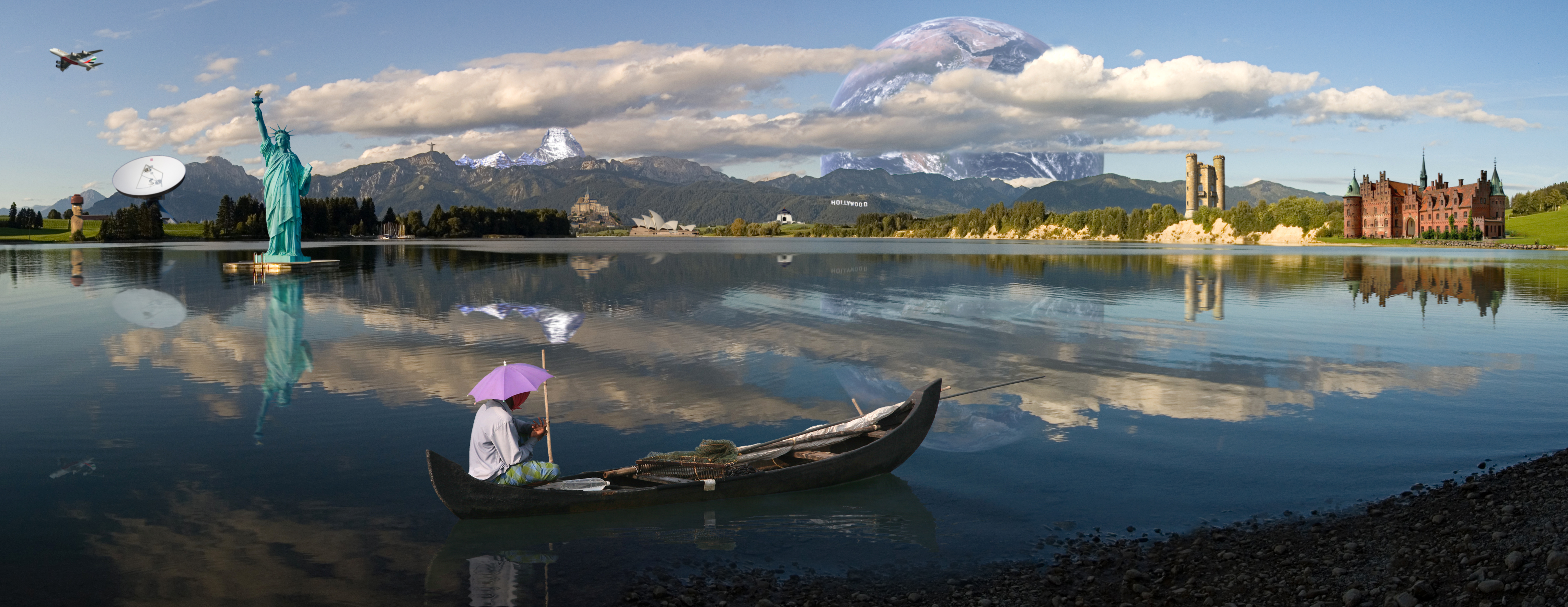
Fotomuntatge de setze fotos que han estat manipulades digitalment amb Photoshop per donar la impressió que es tracta d'un paisatge real.
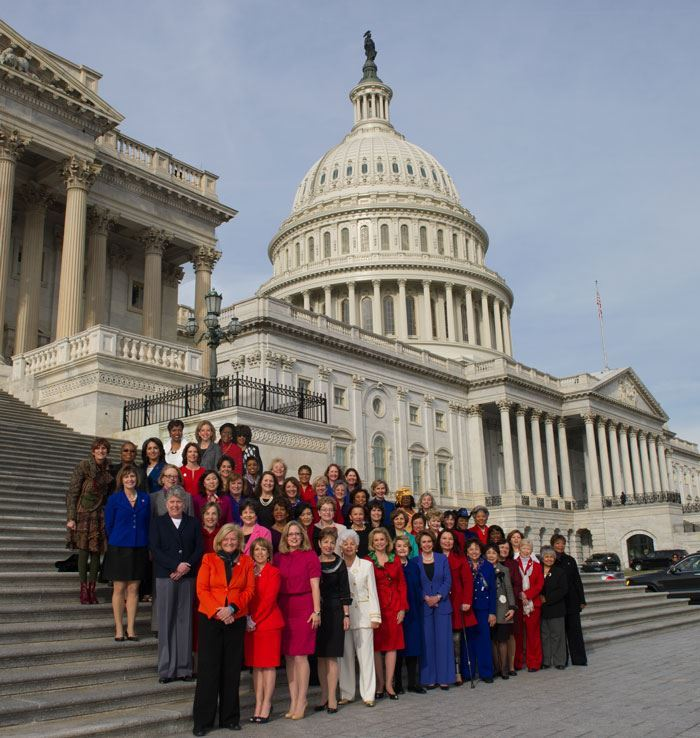
Abans de la seva difusió als mitjans de comunicació, personal del Congrés photoshopped en aquest 2013 el retrat oficial dels caps dels quatre membres absents de la sessió de fotos originals.
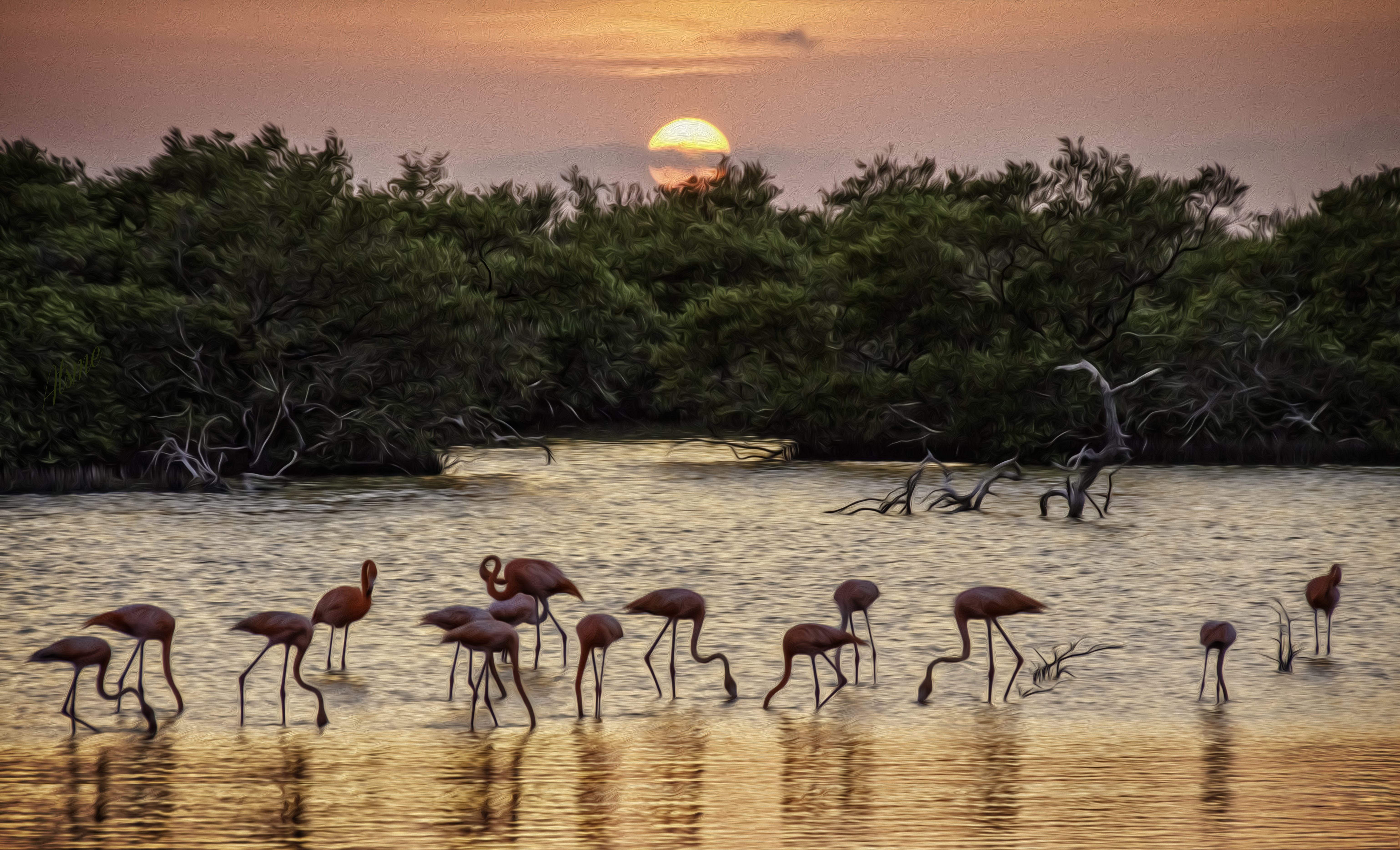
La fotografia manipulada a Photoshop per donar impressió que és una pintura completa amb pinzellades.